# Échecs aléatoires Fischer
Ne doit pas être confondu avec échecs aléatoires Capablanca.
|   | a | b | c | d | e | f | g | h |   |
| 8 | Fou noir sur case blanche a8 · Cavalier noir sur case noire b8 · Tour noire sur case blanche c8 · Fou noir sur case noire d8 · Cavalier noir sur case blanche e8 · Roi noir sur case noire f8 · Tour noire sur case blanche g8 · Dame noire sur case noire h8 · Pion noir sur case noire a7 · Pion noir sur case blanche b7 · Pion noir sur case noire c7 · Pion noir sur case blanche d7 · Pion noir sur case noire e7 · Pion noir sur case blanche f7 · Pion noir sur case noire g7 · Pion noir sur case blanche h7 · Pion blanc sur case blanche a2 · Pion blanc sur case noire b2 · Pion blanc sur case blanche c2 · Pion blanc sur case noire d2 · Pion blanc sur case blanche e2 · Pion blanc sur case noire f2 · Pion blanc sur case blanche g2 · Pion blanc sur case noire h2 · Fou blanc sur case noire a1 · Cavalier blanc sur case blanche b1 · Tour blanche sur case noire c1 · Fou blanc sur case blanche d1 · Cavalier blanc sur case noire e1 · Roi blanc sur case blanche f1 · Tour blanche sur case noire g1 · Dame blanche sur case blanche h1 | Fou noir sur case blanche a8 · Cavalier noir sur case noire b8 · Tour noire sur case blanche c8 · Fou noir sur case noire d8 · Cavalier noir sur case blanche e8 · Roi noir sur case noire f8 · Tour noire sur case blanche g8 · Dame noire sur case noire h8 · Pion noir sur case noire a7 · Pion noir sur case blanche b7 · Pion noir sur case noire c7 · Pion noir sur case blanche d7 · Pion noir sur case noire e7 · Pion noir sur case blanche f7 · Pion noir sur case noire g7 · Pion noir sur case blanche h7 · Pion blanc sur case blanche a2 · Pion blanc sur case noire b2 · Pion blanc sur case blanche c2 · Pion blanc sur case noire d2 · Pion blanc sur case blanche e2 · Pion blanc sur case noire f2 · Pion blanc sur case blanche g2 · Pion blanc sur case noire h2 · Fou blanc sur case noire a1 · Cavalier blanc sur case blanche b1 · Tour blanche sur case noire c1 · Fou blanc sur case blanche d1 · Cavalier blanc sur case noire e1 · Roi blanc sur case blanche f1 · Tour blanche sur case noire g1 · Dame blanche sur case blanche h1 | Fou noir sur case blanche a8 · Cavalier noir sur case noire b8 · Tour noire sur case blanche c8 · Fou noir sur case noire d8 · Cavalier noir sur case blanche e8 · Roi noir sur case noire f8 · Tour noire sur case blanche g8 · Dame noire sur case noire h8 · Pion noir sur case noire a7 · Pion noir sur case blanche b7 · Pion noir sur case noire c7 · Pion noir sur case blanche d7 · Pion noir sur case noire e7 · Pion noir sur case blanche f7 · Pion noir sur case noire g7 · Pion noir sur case blanche h7 · Pion blanc sur case blanche a2 · Pion blanc sur case noire b2 · Pion blanc sur case blanche c2 · Pion blanc sur case noire d2 · Pion blanc sur case blanche e2 · Pion blanc sur case noire f2 · Pion blanc sur case blanche g2 · Pion blanc sur case noire h2 · Fou blanc sur case noire a1 · Cavalier blanc sur case blanche b1 · Tour blanche sur case noire c1 · Fou blanc sur case blanche d1 · Cavalier blanc sur case noire e1 · Roi blanc sur case blanche f1 · Tour blanche sur case noire g1 · Dame blanche sur case blanche h1 | Fou noir sur case blanche a8 · Cavalier noir sur case noire b8 · Tour noire sur case blanche c8 · Fou noir sur case noire d8 · Cavalier noir sur case blanche e8 · Roi noir sur case noire f8 · Tour noire sur case blanche g8 · Dame noire sur case noire h8 · Pion noir sur case noire a7 · Pion noir sur case blanche b7 · Pion noir sur case noire c7 · Pion noir sur case blanche d7 · Pion noir sur case noire e7 · Pion noir sur case blanche f7 · Pion noir sur case noire g7 · Pion noir sur case blanche h7 · Pion blanc sur case blanche a2 · Pion blanc sur case noire b2 · Pion blanc sur case blanche c2 · Pion blanc sur case noire d2 · Pion blanc sur case blanche e2 · Pion blanc sur case noire f2 · Pion blanc sur case blanche g2 · Pion blanc sur case noire h2 · Fou blanc sur case noire a1 · Cavalier blanc sur case blanche b1 · Tour blanche sur case noire c1 · Fou blanc sur case blanche d1 · Cavalier blanc sur case noire e1 · Roi blanc sur case blanche f1 · Tour blanche sur case noire g1 · Dame blanche sur case blanche h1 | Fou noir sur case blanche a8 · Cavalier noir sur case noire b8 · Tour noire sur case blanche c8 · Fou noir sur case noire d8 · Cavalier noir sur case blanche e8 · Roi noir sur case noire f8 · Tour noire sur case blanche g8 · Dame noire sur case noire h8 · Pion noir sur case noire a7 · Pion noir sur case blanche b7 · Pion noir sur case noire c7 · Pion noir sur case blanche d7 · Pion noir sur case noire e7 · Pion noir sur case blanche f7 · Pion noir sur case noire g7 · Pion noir sur case blanche h7 · Pion blanc sur case blanche a2 · Pion blanc sur case noire b2 · Pion blanc sur case blanche c2 · Pion blanc sur case noire d2 · Pion blanc sur case blanche e2 · Pion blanc sur case noire f2 · Pion blanc sur case blanche g2 · Pion blanc sur case noire h2 · Fou blanc sur case noire a1 · Cavalier blanc sur case blanche b1 · Tour blanche sur case noire c1 · Fou blanc sur case blanche d1 · Cavalier blanc sur case noire e1 · Roi blanc sur case blanche f1 · Tour blanche sur case noire g1 · Dame blanche sur case blanche h1 | Fou noir sur case blanche a8 · Cavalier noir sur case noire b8 · Tour noire sur case blanche c8 · Fou noir sur case noire d8 · Cavalier noir sur case blanche e8 · Roi noir sur case noire f8 · Tour noire sur case blanche g8 · Dame noire sur case noire h8 · Pion noir sur case noire a7 · Pion noir sur case blanche b7 · Pion noir sur case noire c7 · Pion noir sur case blanche d7 · Pion noir sur case noire e7 · Pion noir sur case blanche f7 · Pion noir sur case noire g7 · Pion noir sur case blanche h7 · Pion blanc sur case blanche a2 · Pion blanc sur case noire b2 · Pion blanc sur case blanche c2 · Pion blanc sur case noire d2 · Pion blanc sur case blanche e2 · Pion blanc sur case noire f2 · Pion blanc sur case blanche g2 · Pion blanc sur case noire h2 · Fou blanc sur case noire a1 · Cavalier blanc sur case blanche b1 · Tour blanche sur case noire c1 · Fou blanc sur case blanche d1 · Cavalier blanc sur case noire e1 · Roi blanc sur case blanche f1 · Tour blanche sur case noire g1 · Dame blanche sur case blanche h1 | Fou noir sur case blanche a8 · Cavalier noir sur case noire b8 · Tour noire sur case blanche c8 · Fou noir sur case noire d8 · Cavalier noir sur case blanche e8 · Roi noir sur case noire f8 · Tour noire sur case blanche g8 · Dame noire sur case noire h8 · Pion noir sur case noire a7 · Pion noir sur case blanche b7 · Pion noir sur case noire c7 · Pion noir sur case blanche d7 · Pion noir sur case noire e7 · Pion noir sur case blanche f7 · Pion noir sur case noire g7 · Pion noir sur case blanche h7 · Pion blanc sur case blanche a2 · Pion blanc sur case noire b2 · Pion blanc sur case blanche c2 · Pion blanc sur case noire d2 · Pion blanc sur case blanche e2 · Pion blanc sur case noire f2 · Pion blanc sur case blanche g2 · Pion blanc sur case noire h2 · Fou blanc sur case noire a1 · Cavalier blanc sur case blanche b1 · Tour blanche sur case noire c1 · Fou blanc sur case blanche d1 · Cavalier blanc sur case noire e1 · Roi blanc sur case blanche f1 · Tour blanche sur case noire g1 · Dame blanche sur case blanche h1 | Fou noir sur case blanche a8 · Cavalier noir sur case noire b8 · Tour noire sur case blanche c8 · Fou noir sur case noire d8 · Cavalier noir sur case blanche e8 · Roi noir sur case noire f8 · Tour noire sur case blanche g8 · Dame noire sur case noire h8 · Pion noir sur case noire a7 · Pion noir sur case blanche b7 · Pion noir sur case noire c7 · Pion noir sur case blanche d7 · Pion noir sur case noire e7 · Pion noir sur case blanche f7 · Pion noir sur case noire g7 · Pion noir sur case blanche h7 · Pion blanc sur case blanche a2 · Pion blanc sur case noire b2 · Pion blanc sur case blanche c2 · Pion blanc sur case noire d2 · Pion blanc sur case blanche e2 · Pion blanc sur case noire f2 · Pion blanc sur case blanche g2 · Pion blanc sur case noire h2 · Fou blanc sur case noire a1 · Cavalier blanc sur case blanche b1 · Tour blanche sur case noire c1 · Fou blanc sur case blanche d1 · Cavalier blanc sur case noire e1 · Roi blanc sur case blanche f1 · Tour blanche sur case noire g1 · Dame blanche sur case blanche h1 | 8 |
| 7 | Fou noir sur case blanche a8 · Cavalier noir sur case noire b8 · Tour noire sur case blanche c8 · Fou noir sur case noire d8 · Cavalier noir sur case blanche e8 · Roi noir sur case noire f8 · Tour noire sur case blanche g8 · Dame noire sur case noire h8 · Pion noir sur case noire a7 · Pion noir sur case blanche b7 · Pion noir sur case noire c7 · Pion noir sur case blanche d7 · Pion noir sur case noire e7 · Pion noir sur case blanche f7 · Pion noir sur case noire g7 · Pion noir sur case blanche h7 · Pion blanc sur case blanche a2 · Pion blanc sur case noire b2 · Pion blanc sur case blanche c2 · Pion blanc sur case noire d2 · Pion blanc sur case blanche e2 · Pion blanc sur case noire f2 · Pion blanc sur case blanche g2 · Pion blanc sur case noire h2 · Fou blanc sur case noire a1 · Cavalier blanc sur case blanche b1 · Tour blanche sur case noire c1 · Fou blanc sur case blanche d1 · Cavalier blanc sur case noire e1 · Roi blanc sur case blanche f1 · Tour blanche sur case noire g1 · Dame blanche sur case blanche h1 | Fou noir sur case blanche a8 · Cavalier noir sur case noire b8 · Tour noire sur case blanche c8 · Fou noir sur case noire d8 · Cavalier noir sur case blanche e8 · Roi noir sur case noire f8 · Tour noire sur case blanche g8 · Dame noire sur case noire h8 · Pion noir sur case noire a7 · Pion noir sur case blanche b7 · Pion noir sur case noire c7 · Pion noir sur case blanche d7 · Pion noir sur case noire e7 · Pion noir sur case blanche f7 · Pion noir sur case noire g7 · Pion noir sur case blanche h7 · Pion blanc sur case blanche a2 · Pion blanc sur case noire b2 · Pion blanc sur case blanche c2 · Pion blanc sur case noire d2 · Pion blanc sur case blanche e2 · Pion blanc sur case noire f2 · Pion blanc sur case blanche g2 · Pion blanc sur case noire h2 · Fou blanc sur case noire a1 · Cavalier blanc sur case blanche b1 · Tour blanche sur case noire c1 · Fou blanc sur case blanche d1 · Cavalier blanc sur case noire e1 · Roi blanc sur case blanche f1 · Tour blanche sur case noire g1 · Dame blanche sur case blanche h1 | Fou noir sur case blanche a8 · Cavalier noir sur case noire b8 · Tour noire sur case blanche c8 · Fou noir sur case noire d8 · Cavalier noir sur case blanche e8 · Roi noir sur case noire f8 · Tour noire sur case blanche g8 · Dame noire sur case noire h8 · Pion noir sur case noire a7 · Pion noir sur case blanche b7 · Pion noir sur case noire c7 · Pion noir sur case blanche d7 · Pion noir sur case noire e7 · Pion noir sur case blanche f7 · Pion noir sur case noire g7 · Pion noir sur case blanche h7 · Pion blanc sur case blanche a2 · Pion blanc sur case noire b2 · Pion blanc sur case blanche c2 · Pion blanc sur case noire d2 · Pion blanc sur case blanche e2 · Pion blanc sur case noire f2 · Pion blanc sur case blanche g2 · Pion blanc sur case noire h2 · Fou blanc sur case noire a1 · Cavalier blanc sur case blanche b1 · Tour blanche sur case noire c1 · Fou blanc sur case blanche d1 · Cavalier blanc sur case noire e1 · Roi blanc sur case blanche f1 · Tour blanche sur case noire g1 · Dame blanche sur case blanche h1 | Fou noir sur case blanche a8 · Cavalier noir sur case noire b8 · Tour noire sur case blanche c8 · Fou noir sur case noire d8 · Cavalier noir sur case blanche e8 · Roi noir sur case noire f8 · Tour noire sur case blanche g8 · Dame noire sur case noire h8 · Pion noir sur case noire a7 · Pion noir sur case blanche b7 · Pion noir sur case noire c7 · Pion noir sur case blanche d7 · Pion noir sur case noire e7 · Pion noir sur case blanche f7 · Pion noir sur case noire g7 · Pion noir sur case blanche h7 · Pion blanc sur case blanche a2 · Pion blanc sur case noire b2 · Pion blanc sur case blanche c2 · Pion blanc sur case noire d2 · Pion blanc sur case blanche e2 · Pion blanc sur case noire f2 · Pion blanc sur case blanche g2 · Pion blanc sur case noire h2 · Fou blanc sur case noire a1 · Cavalier blanc sur case blanche b1 · Tour blanche sur case noire c1 · Fou blanc sur case blanche d1 · Cavalier blanc sur case noire e1 · Roi blanc sur case blanche f1 · Tour blanche sur case noire g1 · Dame blanche sur case blanche h1 | Fou noir sur case blanche a8 · Cavalier noir sur case noire b8 · Tour noire sur case blanche c8 · Fou noir sur case noire d8 · Cavalier noir sur case blanche e8 · Roi noir sur case noire f8 · Tour noire sur case blanche g8 · Dame noire sur case noire h8 · Pion noir sur case noire a7 · Pion noir sur case blanche b7 · Pion noir sur case noire c7 · Pion noir sur case blanche d7 · Pion noir sur case noire e7 · Pion noir sur case blanche f7 · Pion noir sur case noire g7 · Pion noir sur case blanche h7 · Pion blanc sur case blanche a2 · Pion blanc sur case noire b2 · Pion blanc sur case blanche c2 · Pion blanc sur case noire d2 · Pion blanc sur case blanche e2 · Pion blanc sur case noire f2 · Pion blanc sur case blanche g2 · Pion blanc sur case noire h2 · Fou blanc sur case noire a1 · Cavalier blanc sur case blanche b1 · Tour blanche sur case noire c1 · Fou blanc sur case blanche d1 · Cavalier blanc sur case noire e1 · Roi blanc sur case blanche f1 · Tour blanche sur case noire g1 · Dame blanche sur case blanche h1 | Fou noir sur case blanche a8 · Cavalier noir sur case noire b8 · Tour noire sur case blanche c8 · Fou noir sur case noire d8 · Cavalier noir sur case blanche e8 · Roi noir sur case noire f8 · Tour noire sur case blanche g8 · Dame noire sur case noire h8 · Pion noir sur case noire a7 · Pion noir sur case blanche b7 · Pion noir sur case noire c7 · Pion noir sur case blanche d7 · Pion noir sur case noire e7 · Pion noir sur case blanche f7 · Pion noir sur case noire g7 · Pion noir sur case blanche h7 · Pion blanc sur case blanche a2 · Pion blanc sur case noire b2 · Pion blanc sur case blanche c2 · Pion blanc sur case noire d2 · Pion blanc sur case blanche e2 · Pion blanc sur case noire f2 · Pion blanc sur case blanche g2 · Pion blanc sur case noire h2 · Fou blanc sur case noire a1 · Cavalier blanc sur case blanche b1 · Tour blanche sur case noire c1 · Fou blanc sur case blanche d1 · Cavalier blanc sur case noire e1 · Roi blanc sur case blanche f1 · Tour blanche sur case noire g1 · Dame blanche sur case blanche h1 | Fou noir sur case blanche a8 · Cavalier noir sur case noire b8 · Tour noire sur case blanche c8 · Fou noir sur case noire d8 · Cavalier noir sur case blanche e8 · Roi noir sur case noire f8 · Tour noire sur case blanche g8 · Dame noire sur case noire h8 · Pion noir sur case noire a7 · Pion noir sur case blanche b7 · Pion noir sur case noire c7 · Pion noir sur case blanche d7 · Pion noir sur case noire e7 · Pion noir sur case blanche f7 · Pion noir sur case noire g7 · Pion noir sur case blanche h7 · Pion blanc sur case blanche a2 · Pion blanc sur case noire b2 · Pion blanc sur case blanche c2 · Pion blanc sur case noire d2 · Pion blanc sur case blanche e2 · Pion blanc sur case noire f2 · Pion blanc sur case blanche g2 · Pion blanc sur case noire h2 · Fou blanc sur case noire a1 · Cavalier blanc sur case blanche b1 · Tour blanche sur case noire c1 · Fou blanc sur case blanche d1 · Cavalier blanc sur case noire e1 · Roi blanc sur case blanche f1 · Tour blanche sur case noire g1 · Dame blanche sur case blanche h1 | Fou noir sur case blanche a8 · Cavalier noir sur case noire b8 · Tour noire sur case blanche c8 · Fou noir sur case noire d8 · Cavalier noir sur case blanche e8 · Roi noir sur case noire f8 · Tour noire sur case blanche g8 · Dame noire sur case noire h8 · Pion noir sur case noire a7 · Pion noir sur case blanche b7 · Pion noir sur case noire c7 · Pion noir sur case blanche d7 · Pion noir sur case noire e7 · Pion noir sur case blanche f7 · Pion noir sur case noire g7 · Pion noir sur case blanche h7 · Pion blanc sur case blanche a2 · Pion blanc sur case noire b2 · Pion blanc sur case blanche c2 · Pion blanc sur case noire d2 · Pion blanc sur case blanche e2 · Pion blanc sur case noire f2 · Pion blanc sur case blanche g2 · Pion blanc sur case noire h2 · Fou blanc sur case noire a1 · Cavalier blanc sur case blanche b1 · Tour blanche sur case noire c1 · Fou blanc sur case blanche d1 · Cavalier blanc sur case noire e1 · Roi blanc sur case blanche f1 · Tour blanche sur case noire g1 · Dame blanche sur case blanche h1 | 7 |
| 6 | Fou noir sur case blanche a8 · Cavalier noir sur case noire b8 · Tour noire sur case blanche c8 · Fou noir sur case noire d8 · Cavalier noir sur case blanche e8 · Roi noir sur case noire f8 · Tour noire sur case blanche g8 · Dame noire sur case noire h8 · Pion noir sur case noire a7 · Pion noir sur case blanche b7 · Pion noir sur case noire c7 · Pion noir sur case blanche d7 · Pion noir sur case noire e7 · Pion noir sur case blanche f7 · Pion noir sur case noire g7 · Pion noir sur case blanche h7 · Pion blanc sur case blanche a2 · Pion blanc sur case noire b2 · Pion blanc sur case blanche c2 · Pion blanc sur case noire d2 · Pion blanc sur case blanche e2 · Pion blanc sur case noire f2 · Pion blanc sur case blanche g2 · Pion blanc sur case noire h2 · Fou blanc sur case noire a1 · Cavalier blanc sur case blanche b1 · Tour blanche sur case noire c1 · Fou blanc sur case blanche d1 · Cavalier blanc sur case noire e1 · Roi blanc sur case blanche f1 · Tour blanche sur case noire g1 · Dame blanche sur case blanche h1 | Fou noir sur case blanche a8 · Cavalier noir sur case noire b8 · Tour noire sur case blanche c8 · Fou noir sur case noire d8 · Cavalier noir sur case blanche e8 · Roi noir sur case noire f8 · Tour noire sur case blanche g8 · Dame noire sur case noire h8 · Pion noir sur case noire a7 · Pion noir sur case blanche b7 · Pion noir sur case noire c7 · Pion noir sur case blanche d7 · Pion noir sur case noire e7 · Pion noir sur case blanche f7 · Pion noir sur case noire g7 · Pion noir sur case blanche h7 · Pion blanc sur case blanche a2 · Pion blanc sur case noire b2 · Pion blanc sur case blanche c2 · Pion blanc sur case noire d2 · Pion blanc sur case blanche e2 · Pion blanc sur case noire f2 · Pion blanc sur case blanche g2 · Pion blanc sur case noire h2 · Fou blanc sur case noire a1 · Cavalier blanc sur case blanche b1 · Tour blanche sur case noire c1 · Fou blanc sur case blanche d1 · Cavalier blanc sur case noire e1 · Roi blanc sur case blanche f1 · Tour blanche sur case noire g1 · Dame blanche sur case blanche h1 | Fou noir sur case blanche a8 · Cavalier noir sur case noire b8 · Tour noire sur case blanche c8 · Fou noir sur case noire d8 · Cavalier noir sur case blanche e8 · Roi noir sur case noire f8 · Tour noire sur case blanche g8 · Dame noire sur case noire h8 · Pion noir sur case noire a7 · Pion noir sur case blanche b7 · Pion noir sur case noire c7 · Pion noir sur case blanche d7 · Pion noir sur case noire e7 · Pion noir sur case blanche f7 · Pion noir sur case noire g7 · Pion noir sur case blanche h7 · Pion blanc sur case blanche a2 · Pion blanc sur case noire b2 · Pion blanc sur case blanche c2 · Pion blanc sur case noire d2 · Pion blanc sur case blanche e2 · Pion blanc sur case noire f2 · Pion blanc sur case blanche g2 · Pion blanc sur case noire h2 · Fou blanc sur case noire a1 · Cavalier blanc sur case blanche b1 · Tour blanche sur case noire c1 · Fou blanc sur case blanche d1 · Cavalier blanc sur case noire e1 · Roi blanc sur case blanche f1 · Tour blanche sur case noire g1 · Dame blanche sur case blanche h1 | Fou noir sur case blanche a8 · Cavalier noir sur case noire b8 · Tour noire sur case blanche c8 · Fou noir sur case noire d8 · Cavalier noir sur case blanche e8 · Roi noir sur case noire f8 · Tour noire sur case blanche g8 · Dame noire sur case noire h8 · Pion noir sur case noire a7 · Pion noir sur case blanche b7 · Pion noir sur case noire c7 · Pion noir sur case blanche d7 · Pion noir sur case noire e7 · Pion noir sur case blanche f7 · Pion noir sur case noire g7 · Pion noir sur case blanche h7 · Pion blanc sur case blanche a2 · Pion blanc sur case noire b2 · Pion blanc sur case blanche c2 · Pion blanc sur case noire d2 · Pion blanc sur case blanche e2 · Pion blanc sur case noire f2 · Pion blanc sur case blanche g2 · Pion blanc sur case noire h2 · Fou blanc sur case noire a1 · Cavalier blanc sur case blanche b1 · Tour blanche sur case noire c1 · Fou blanc sur case blanche d1 · Cavalier blanc sur case noire e1 · Roi blanc sur case blanche f1 · Tour blanche sur case noire g1 · Dame blanche sur case blanche h1 | Fou noir sur case blanche a8 · Cavalier noir sur case noire b8 · Tour noire sur case blanche c8 · Fou noir sur case noire d8 · Cavalier noir sur case blanche e8 · Roi noir sur case noire f8 · Tour noire sur case blanche g8 · Dame noire sur case noire h8 · Pion noir sur case noire a7 · Pion noir sur case blanche b7 · Pion noir sur case noire c7 · Pion noir sur case blanche d7 · Pion noir sur case noire e7 · Pion noir sur case blanche f7 · Pion noir sur case noire g7 · Pion noir sur case blanche h7 · Pion blanc sur case blanche a2 · Pion blanc sur case noire b2 · Pion blanc sur case blanche c2 · Pion blanc sur case noire d2 · Pion blanc sur case blanche e2 · Pion blanc sur case noire f2 · Pion blanc sur case blanche g2 · Pion blanc sur case noire h2 · Fou blanc sur case noire a1 · Cavalier blanc sur case blanche b1 · Tour blanche sur case noire c1 · Fou blanc sur case blanche d1 · Cavalier blanc sur case noire e1 · Roi blanc sur case blanche f1 · Tour blanche sur case noire g1 · Dame blanche sur case blanche h1 | Fou noir sur case blanche a8 · Cavalier noir sur case noire b8 · Tour noire sur case blanche c8 · Fou noir sur case noire d8 · Cavalier noir sur case blanche e8 · Roi noir sur case noire f8 · Tour noire sur case blanche g8 · Dame noire sur case noire h8 · Pion noir sur case noire a7 · Pion noir sur case blanche b7 · Pion noir sur case noire c7 · Pion noir sur case blanche d7 · Pion noir sur case noire e7 · Pion noir sur case blanche f7 · Pion noir sur case noire g7 · Pion noir sur case blanche h7 · Pion blanc sur case blanche a2 · Pion blanc sur case noire b2 · Pion blanc sur case blanche c2 · Pion blanc sur case noire d2 · Pion blanc sur case blanche e2 · Pion blanc sur case noire f2 · Pion blanc sur case blanche g2 · Pion blanc sur case noire h2 · Fou blanc sur case noire a1 · Cavalier blanc sur case blanche b1 · Tour blanche sur case noire c1 · Fou blanc sur case blanche d1 · Cavalier blanc sur case noire e1 · Roi blanc sur case blanche f1 · Tour blanche sur case noire g1 · Dame blanche sur case blanche h1 | Fou noir sur case blanche a8 · Cavalier noir sur case noire b8 · Tour noire sur case blanche c8 · Fou noir sur case noire d8 · Cavalier noir sur case blanche e8 · Roi noir sur case noire f8 · Tour noire sur case blanche g8 · Dame noire sur case noire h8 · Pion noir sur case noire a7 · Pion noir sur case blanche b7 · Pion noir sur case noire c7 · Pion noir sur case blanche d7 · Pion noir sur case noire e7 · Pion noir sur case blanche f7 · Pion noir sur case noire g7 · Pion noir sur case blanche h7 · Pion blanc sur case blanche a2 · Pion blanc sur case noire b2 · Pion blanc sur case blanche c2 · Pion blanc sur case noire d2 · Pion blanc sur case blanche e2 · Pion blanc sur case noire f2 · Pion blanc sur case blanche g2 · Pion blanc sur case noire h2 · Fou blanc sur case noire a1 · Cavalier blanc sur case blanche b1 · Tour blanche sur case noire c1 · Fou blanc sur case blanche d1 · Cavalier blanc sur case noire e1 · Roi blanc sur case blanche f1 · Tour blanche sur case noire g1 · Dame blanche sur case blanche h1 | Fou noir sur case blanche a8 · Cavalier noir sur case noire b8 · Tour noire sur case blanche c8 · Fou noir sur case noire d8 · Cavalier noir sur case blanche e8 · Roi noir sur case noire f8 · Tour noire sur case blanche g8 · Dame noire sur case noire h8 · Pion noir sur case noire a7 · Pion noir sur case blanche b7 · Pion noir sur case noire c7 · Pion noir sur case blanche d7 · Pion noir sur case noire e7 · Pion noir sur case blanche f7 · Pion noir sur case noire g7 · Pion noir sur case blanche h7 · Pion blanc sur case blanche a2 · Pion blanc sur case noire b2 · Pion blanc sur case blanche c2 · Pion blanc sur case noire d2 · Pion blanc sur case blanche e2 · Pion blanc sur case noire f2 · Pion blanc sur case blanche g2 · Pion blanc sur case noire h2 · Fou blanc sur case noire a1 · Cavalier blanc sur case blanche b1 · Tour blanche sur case noire c1 · Fou blanc sur case blanche d1 · Cavalier blanc sur case noire e1 · Roi blanc sur case blanche f1 · Tour blanche sur case noire g1 · Dame blanche sur case blanche h1 | 6 |
| 5 | Fou noir sur case blanche a8 · Cavalier noir sur case noire b8 · Tour noire sur case blanche c8 · Fou noir sur case noire d8 · Cavalier noir sur case blanche e8 · Roi noir sur case noire f8 · Tour noire sur case blanche g8 · Dame noire sur case noire h8 · Pion noir sur case noire a7 · Pion noir sur case blanche b7 · Pion noir sur case noire c7 · Pion noir sur case blanche d7 · Pion noir sur case noire e7 · Pion noir sur case blanche f7 · Pion noir sur case noire g7 · Pion noir sur case blanche h7 · Pion blanc sur case blanche a2 · Pion blanc sur case noire b2 · Pion blanc sur case blanche c2 · Pion blanc sur case noire d2 · Pion blanc sur case blanche e2 · Pion blanc sur case noire f2 · Pion blanc sur case blanche g2 · Pion blanc sur case noire h2 · Fou blanc sur case noire a1 · Cavalier blanc sur case blanche b1 · Tour blanche sur case noire c1 · Fou blanc sur case blanche d1 · Cavalier blanc sur case noire e1 · Roi blanc sur case blanche f1 · Tour blanche sur case noire g1 · Dame blanche sur case blanche h1 | Fou noir sur case blanche a8 · Cavalier noir sur case noire b8 · Tour noire sur case blanche c8 · Fou noir sur case noire d8 · Cavalier noir sur case blanche e8 · Roi noir sur case noire f8 · Tour noire sur case blanche g8 · Dame noire sur case noire h8 · Pion noir sur case noire a7 · Pion noir sur case blanche b7 · Pion noir sur case noire c7 · Pion noir sur case blanche d7 · Pion noir sur case noire e7 · Pion noir sur case blanche f7 · Pion noir sur case noire g7 · Pion noir sur case blanche h7 · Pion blanc sur case blanche a2 · Pion blanc sur case noire b2 · Pion blanc sur case blanche c2 · Pion blanc sur case noire d2 · Pion blanc sur case blanche e2 · Pion blanc sur case noire f2 · Pion blanc sur case blanche g2 · Pion blanc sur case noire h2 · Fou blanc sur case noire a1 · Cavalier blanc sur case blanche b1 · Tour blanche sur case noire c1 · Fou blanc sur case blanche d1 · Cavalier blanc sur case noire e1 · Roi blanc sur case blanche f1 · Tour blanche sur case noire g1 · Dame blanche sur case blanche h1 | Fou noir sur case blanche a8 · Cavalier noir sur case noire b8 · Tour noire sur case blanche c8 · Fou noir sur case noire d8 · Cavalier noir sur case blanche e8 · Roi noir sur case noire f8 · Tour noire sur case blanche g8 · Dame noire sur case noire h8 · Pion noir sur case noire a7 · Pion noir sur case blanche b7 · Pion noir sur case noire c7 · Pion noir sur case blanche d7 · Pion noir sur case noire e7 · Pion noir sur case blanche f7 · Pion noir sur case noire g7 · Pion noir sur case blanche h7 · Pion blanc sur case blanche a2 · Pion blanc sur case noire b2 · Pion blanc sur case blanche c2 · Pion blanc sur case noire d2 · Pion blanc sur case blanche e2 · Pion blanc sur case noire f2 · Pion blanc sur case blanche g2 · Pion blanc sur case noire h2 · Fou blanc sur case noire a1 · Cavalier blanc sur case blanche b1 · Tour blanche sur case noire c1 · Fou blanc sur case blanche d1 · Cavalier blanc sur case noire e1 · Roi blanc sur case blanche f1 · Tour blanche sur case noire g1 · Dame blanche sur case blanche h1 | Fou noir sur case blanche a8 · Cavalier noir sur case noire b8 · Tour noire sur case blanche c8 · Fou noir sur case noire d8 · Cavalier noir sur case blanche e8 · Roi noir sur case noire f8 · Tour noire sur case blanche g8 · Dame noire sur case noire h8 · Pion noir sur case noire a7 · Pion noir sur case blanche b7 · Pion noir sur case noire c7 · Pion noir sur case blanche d7 · Pion noir sur case noire e7 · Pion noir sur case blanche f7 · Pion noir sur case noire g7 · Pion noir sur case blanche h7 · Pion blanc sur case blanche a2 · Pion blanc sur case noire b2 · Pion blanc sur case blanche c2 · Pion blanc sur case noire d2 · Pion blanc sur case blanche e2 · Pion blanc sur case noire f2 · Pion blanc sur case blanche g2 · Pion blanc sur case noire h2 · Fou blanc sur case noire a1 · Cavalier blanc sur case blanche b1 · Tour blanche sur case noire c1 · Fou blanc sur case blanche d1 · Cavalier blanc sur case noire e1 · Roi blanc sur case blanche f1 · Tour blanche sur case noire g1 · Dame blanche sur case blanche h1 | Fou noir sur case blanche a8 · Cavalier noir sur case noire b8 · Tour noire sur case blanche c8 · Fou noir sur case noire d8 · Cavalier noir sur case blanche e8 · Roi noir sur case noire f8 · Tour noire sur case blanche g8 · Dame noire sur case noire h8 · Pion noir sur case noire a7 · Pion noir sur case blanche b7 · Pion noir sur case noire c7 · Pion noir sur case blanche d7 · Pion noir sur case noire e7 · Pion noir sur case blanche f7 · Pion noir sur case noire g7 · Pion noir sur case blanche h7 · Pion blanc sur case blanche a2 · Pion blanc sur case noire b2 · Pion blanc sur case blanche c2 · Pion blanc sur case noire d2 · Pion blanc sur case blanche e2 · Pion blanc sur case noire f2 · Pion blanc sur case blanche g2 · Pion blanc sur case noire h2 · Fou blanc sur case noire a1 · Cavalier blanc sur case blanche b1 · Tour blanche sur case noire c1 · Fou blanc sur case blanche d1 · Cavalier blanc sur case noire e1 · Roi blanc sur case blanche f1 · Tour blanche sur case noire g1 · Dame blanche sur case blanche h1 | Fou noir sur case blanche a8 · Cavalier noir sur case noire b8 · Tour noire sur case blanche c8 · Fou noir sur case noire d8 · Cavalier noir sur case blanche e8 · Roi noir sur case noire f8 · Tour noire sur case blanche g8 · Dame noire sur case noire h8 · Pion noir sur case noire a7 · Pion noir sur case blanche b7 · Pion noir sur case noire c7 · Pion noir sur case blanche d7 · Pion noir sur case noire e7 · Pion noir sur case blanche f7 · Pion noir sur case noire g7 · Pion noir sur case blanche h7 · Pion blanc sur case blanche a2 · Pion blanc sur case noire b2 · Pion blanc sur case blanche c2 · Pion blanc sur case noire d2 · Pion blanc sur case blanche e2 · Pion blanc sur case noire f2 · Pion blanc sur case blanche g2 · Pion blanc sur case noire h2 · Fou blanc sur case noire a1 · Cavalier blanc sur case blanche b1 · Tour blanche sur case noire c1 · Fou blanc sur case blanche d1 · Cavalier blanc sur case noire e1 · Roi blanc sur case blanche f1 · Tour blanche sur case noire g1 · Dame blanche sur case blanche h1 | Fou noir sur case blanche a8 · Cavalier noir sur case noire b8 · Tour noire sur case blanche c8 · Fou noir sur case noire d8 · Cavalier noir sur case blanche e8 · Roi noir sur case noire f8 · Tour noire sur case blanche g8 · Dame noire sur case noire h8 · Pion noir sur case noire a7 · Pion noir sur case blanche b7 · Pion noir sur case noire c7 · Pion noir sur case blanche d7 · Pion noir sur case noire e7 · Pion noir sur case blanche f7 · Pion noir sur case noire g7 · Pion noir sur case blanche h7 · Pion blanc sur case blanche a2 · Pion blanc sur case noire b2 · Pion blanc sur case blanche c2 · Pion blanc sur case noire d2 · Pion blanc sur case blanche e2 · Pion blanc sur case noire f2 · Pion blanc sur case blanche g2 · Pion blanc sur case noire h2 · Fou blanc sur case noire a1 · Cavalier blanc sur case blanche b1 · Tour blanche sur case noire c1 · Fou blanc sur case blanche d1 · Cavalier blanc sur case noire e1 · Roi blanc sur case blanche f1 · Tour blanche sur case noire g1 · Dame blanche sur case blanche h1 | Fou noir sur case blanche a8 · Cavalier noir sur case noire b8 · Tour noire sur case blanche c8 · Fou noir sur case noire d8 · Cavalier noir sur case blanche e8 · Roi noir sur case noire f8 · Tour noire sur case blanche g8 · Dame noire sur case noire h8 · Pion noir sur case noire a7 · Pion noir sur case blanche b7 · Pion noir sur case noire c7 · Pion noir sur case blanche d7 · Pion noir sur case noire e7 · Pion noir sur case blanche f7 · Pion noir sur case noire g7 · Pion noir sur case blanche h7 · Pion blanc sur case blanche a2 · Pion blanc sur case noire b2 · Pion blanc sur case blanche c2 · Pion blanc sur case noire d2 · Pion blanc sur case blanche e2 · Pion blanc sur case noire f2 · Pion blanc sur case blanche g2 · Pion blanc sur case noire h2 · Fou blanc sur case noire a1 · Cavalier blanc sur case blanche b1 · Tour blanche sur case noire c1 · Fou blanc sur case blanche d1 · Cavalier blanc sur case noire e1 · Roi blanc sur case blanche f1 · Tour blanche sur case noire g1 · Dame blanche sur case blanche h1 | 5 |
| 4 | Fou noir sur case blanche a8 · Cavalier noir sur case noire b8 · Tour noire sur case blanche c8 · Fou noir sur case noire d8 · Cavalier noir sur case blanche e8 · Roi noir sur case noire f8 · Tour noire sur case blanche g8 · Dame noire sur case noire h8 · Pion noir sur case noire a7 · Pion noir sur case blanche b7 · Pion noir sur case noire c7 · Pion noir sur case blanche d7 · Pion noir sur case noire e7 · Pion noir sur case blanche f7 · Pion noir sur case noire g7 · Pion noir sur case blanche h7 · Pion blanc sur case blanche a2 · Pion blanc sur case noire b2 · Pion blanc sur case blanche c2 · Pion blanc sur case noire d2 · Pion blanc sur case blanche e2 · Pion blanc sur case noire f2 · Pion blanc sur case blanche g2 · Pion blanc sur case noire h2 · Fou blanc sur case noire a1 · Cavalier blanc sur case blanche b1 · Tour blanche sur case noire c1 · Fou blanc sur case blanche d1 · Cavalier blanc sur case noire e1 · Roi blanc sur case blanche f1 · Tour blanche sur case noire g1 · Dame blanche sur case blanche h1 | Fou noir sur case blanche a8 · Cavalier noir sur case noire b8 · Tour noire sur case blanche c8 · Fou noir sur case noire d8 · Cavalier noir sur case blanche e8 · Roi noir sur case noire f8 · Tour noire sur case blanche g8 · Dame noire sur case noire h8 · Pion noir sur case noire a7 · Pion noir sur case blanche b7 · Pion noir sur case noire c7 · Pion noir sur case blanche d7 · Pion noir sur case noire e7 · Pion noir sur case blanche f7 · Pion noir sur case noire g7 · Pion noir sur case blanche h7 · Pion blanc sur case blanche a2 · Pion blanc sur case noire b2 · Pion blanc sur case blanche c2 · Pion blanc sur case noire d2 · Pion blanc sur case blanche e2 · Pion blanc sur case noire f2 · Pion blanc sur case blanche g2 · Pion blanc sur case noire h2 · Fou blanc sur case noire a1 · Cavalier blanc sur case blanche b1 · Tour blanche sur case noire c1 · Fou blanc sur case blanche d1 · Cavalier blanc sur case noire e1 · Roi blanc sur case blanche f1 · Tour blanche sur case noire g1 · Dame blanche sur case blanche h1 | Fou noir sur case blanche a8 · Cavalier noir sur case noire b8 · Tour noire sur case blanche c8 · Fou noir sur case noire d8 · Cavalier noir sur case blanche e8 · Roi noir sur case noire f8 · Tour noire sur case blanche g8 · Dame noire sur case noire h8 · Pion noir sur case noire a7 · Pion noir sur case blanche b7 · Pion noir sur case noire c7 · Pion noir sur case blanche d7 · Pion noir sur case noire e7 · Pion noir sur case blanche f7 · Pion noir sur case noire g7 · Pion noir sur case blanche h7 · Pion blanc sur case blanche a2 · Pion blanc sur case noire b2 · Pion blanc sur case blanche c2 · Pion blanc sur case noire d2 · Pion blanc sur case blanche e2 · Pion blanc sur case noire f2 · Pion blanc sur case blanche g2 · Pion blanc sur case noire h2 · Fou blanc sur case noire a1 · Cavalier blanc sur case blanche b1 · Tour blanche sur case noire c1 · Fou blanc sur case blanche d1 · Cavalier blanc sur case noire e1 · Roi blanc sur case blanche f1 · Tour blanche sur case noire g1 · Dame blanche sur case blanche h1 | Fou noir sur case blanche a8 · Cavalier noir sur case noire b8 · Tour noire sur case blanche c8 · Fou noir sur case noire d8 · Cavalier noir sur case blanche e8 · Roi noir sur case noire f8 · Tour noire sur case blanche g8 · Dame noire sur case noire h8 · Pion noir sur case noire a7 · Pion noir sur case blanche b7 · Pion noir sur case noire c7 · Pion noir sur case blanche d7 · Pion noir sur case noire e7 · Pion noir sur case blanche f7 · Pion noir sur case noire g7 · Pion noir sur case blanche h7 · Pion blanc sur case blanche a2 · Pion blanc sur case noire b2 · Pion blanc sur case blanche c2 · Pion blanc sur case noire d2 · Pion blanc sur case blanche e2 · Pion blanc sur case noire f2 · Pion blanc sur case blanche g2 · Pion blanc sur case noire h2 · Fou blanc sur case noire a1 · Cavalier blanc sur case blanche b1 · Tour blanche sur case noire c1 · Fou blanc sur case blanche d1 · Cavalier blanc sur case noire e1 · Roi blanc sur case blanche f1 · Tour blanche sur case noire g1 · Dame blanche sur case blanche h1 | Fou noir sur case blanche a8 · Cavalier noir sur case noire b8 · Tour noire sur case blanche c8 · Fou noir sur case noire d8 · Cavalier noir sur case blanche e8 · Roi noir sur case noire f8 · Tour noire sur case blanche g8 · Dame noire sur case noire h8 · Pion noir sur case noire a7 · Pion noir sur case blanche b7 · Pion noir sur case noire c7 · Pion noir sur case blanche d7 · Pion noir sur case noire e7 · Pion noir sur case blanche f7 · Pion noir sur case noire g7 · Pion noir sur case blanche h7 · Pion blanc sur case blanche a2 · Pion blanc sur case noire b2 · Pion blanc sur case blanche c2 · Pion blanc sur case noire d2 · Pion blanc sur case blanche e2 · Pion blanc sur case noire f2 · Pion blanc sur case blanche g2 · Pion blanc sur case noire h2 · Fou blanc sur case noire a1 · Cavalier blanc sur case blanche b1 · Tour blanche sur case noire c1 · Fou blanc sur case blanche d1 · Cavalier blanc sur case noire e1 · Roi blanc sur case blanche f1 · Tour blanche sur case noire g1 · Dame blanche sur case blanche h1 | Fou noir sur case blanche a8 · Cavalier noir sur case noire b8 · Tour noire sur case blanche c8 · Fou noir sur case noire d8 · Cavalier noir sur case blanche e8 · Roi noir sur case noire f8 · Tour noire sur case blanche g8 · Dame noire sur case noire h8 · Pion noir sur case noire a7 · Pion noir sur case blanche b7 · Pion noir sur case noire c7 · Pion noir sur case blanche d7 · Pion noir sur case noire e7 · Pion noir sur case blanche f7 · Pion noir sur case noire g7 · Pion noir sur case blanche h7 · Pion blanc sur case blanche a2 · Pion blanc sur case noire b2 · Pion blanc sur case blanche c2 · Pion blanc sur case noire d2 · Pion blanc sur case blanche e2 · Pion blanc sur case noire f2 · Pion blanc sur case blanche g2 · Pion blanc sur case noire h2 · Fou blanc sur case noire a1 · Cavalier blanc sur case blanche b1 · Tour blanche sur case noire c1 · Fou blanc sur case blanche d1 · Cavalier blanc sur case noire e1 · Roi blanc sur case blanche f1 · Tour blanche sur case noire g1 · Dame blanche sur case blanche h1 | Fou noir sur case blanche a8 · Cavalier noir sur case noire b8 · Tour noire sur case blanche c8 · Fou noir sur case noire d8 · Cavalier noir sur case blanche e8 · Roi noir sur case noire f8 · Tour noire sur case blanche g8 · Dame noire sur case noire h8 · Pion noir sur case noire a7 · Pion noir sur case blanche b7 · Pion noir sur case noire c7 · Pion noir sur case blanche d7 · Pion noir sur case noire e7 · Pion noir sur case blanche f7 · Pion noir sur case noire g7 · Pion noir sur case blanche h7 · Pion blanc sur case blanche a2 · Pion blanc sur case noire b2 · Pion blanc sur case blanche c2 · Pion blanc sur case noire d2 · Pion blanc sur case blanche e2 · Pion blanc sur case noire f2 · Pion blanc sur case blanche g2 · Pion blanc sur case noire h2 · Fou blanc sur case noire a1 · Cavalier blanc sur case blanche b1 · Tour blanche sur case noire c1 · Fou blanc sur case blanche d1 · Cavalier blanc sur case noire e1 · Roi blanc sur case blanche f1 · Tour blanche sur case noire g1 · Dame blanche sur case blanche h1 | Fou noir sur case blanche a8 · Cavalier noir sur case noire b8 · Tour noire sur case blanche c8 · Fou noir sur case noire d8 · Cavalier noir sur case blanche e8 · Roi noir sur case noire f8 · Tour noire sur case blanche g8 · Dame noire sur case noire h8 · Pion noir sur case noire a7 · Pion noir sur case blanche b7 · Pion noir sur case noire c7 · Pion noir sur case blanche d7 · Pion noir sur case noire e7 · Pion noir sur case blanche f7 · Pion noir sur case noire g7 · Pion noir sur case blanche h7 · Pion blanc sur case blanche a2 · Pion blanc sur case noire b2 · Pion blanc sur case blanche c2 · Pion blanc sur case noire d2 · Pion blanc sur case blanche e2 · Pion blanc sur case noire f2 · Pion blanc sur case blanche g2 · Pion blanc sur case noire h2 · Fou blanc sur case noire a1 · Cavalier blanc sur case blanche b1 · Tour blanche sur case noire c1 · Fou blanc sur case blanche d1 · Cavalier blanc sur case noire e1 · Roi blanc sur case blanche f1 · Tour blanche sur case noire g1 · Dame blanche sur case blanche h1 | 4 |
| 3 | Fou noir sur case blanche a8 · Cavalier noir sur case noire b8 · Tour noire sur case blanche c8 · Fou noir sur case noire d8 · Cavalier noir sur case blanche e8 · Roi noir sur case noire f8 · Tour noire sur case blanche g8 · Dame noire sur case noire h8 · Pion noir sur case noire a7 · Pion noir sur case blanche b7 · Pion noir sur case noire c7 · Pion noir sur case blanche d7 · Pion noir sur case noire e7 · Pion noir sur case blanche f7 · Pion noir sur case noire g7 · Pion noir sur case blanche h7 · Pion blanc sur case blanche a2 · Pion blanc sur case noire b2 · Pion blanc sur case blanche c2 · Pion blanc sur case noire d2 · Pion blanc sur case blanche e2 · Pion blanc sur case noire f2 · Pion blanc sur case blanche g2 · Pion blanc sur case noire h2 · Fou blanc sur case noire a1 · Cavalier blanc sur case blanche b1 · Tour blanche sur case noire c1 · Fou blanc sur case blanche d1 · Cavalier blanc sur case noire e1 · Roi blanc sur case blanche f1 · Tour blanche sur case noire g1 · Dame blanche sur case blanche h1 | Fou noir sur case blanche a8 · Cavalier noir sur case noire b8 · Tour noire sur case blanche c8 · Fou noir sur case noire d8 · Cavalier noir sur case blanche e8 · Roi noir sur case noire f8 · Tour noire sur case blanche g8 · Dame noire sur case noire h8 · Pion noir sur case noire a7 · Pion noir sur case blanche b7 · Pion noir sur case noire c7 · Pion noir sur case blanche d7 · Pion noir sur case noire e7 · Pion noir sur case blanche f7 · Pion noir sur case noire g7 · Pion noir sur case blanche h7 · Pion blanc sur case blanche a2 · Pion blanc sur case noire b2 · Pion blanc sur case blanche c2 · Pion blanc sur case noire d2 · Pion blanc sur case blanche e2 · Pion blanc sur case noire f2 · Pion blanc sur case blanche g2 · Pion blanc sur case noire h2 · Fou blanc sur case noire a1 · Cavalier blanc sur case blanche b1 · Tour blanche sur case noire c1 · Fou blanc sur case blanche d1 · Cavalier blanc sur case noire e1 · Roi blanc sur case blanche f1 · Tour blanche sur case noire g1 · Dame blanche sur case blanche h1 | Fou noir sur case blanche a8 · Cavalier noir sur case noire b8 · Tour noire sur case blanche c8 · Fou noir sur case noire d8 · Cavalier noir sur case blanche e8 · Roi noir sur case noire f8 · Tour noire sur case blanche g8 · Dame noire sur case noire h8 · Pion noir sur case noire a7 · Pion noir sur case blanche b7 · Pion noir sur case noire c7 · Pion noir sur case blanche d7 · Pion noir sur case noire e7 · Pion noir sur case blanche f7 · Pion noir sur case noire g7 · Pion noir sur case blanche h7 · Pion blanc sur case blanche a2 · Pion blanc sur case noire b2 · Pion blanc sur case blanche c2 · Pion blanc sur case noire d2 · Pion blanc sur case blanche e2 · Pion blanc sur case noire f2 · Pion blanc sur case blanche g2 · Pion blanc sur case noire h2 · Fou blanc sur case noire a1 · Cavalier blanc sur case blanche b1 · Tour blanche sur case noire c1 · Fou blanc sur case blanche d1 · Cavalier blanc sur case noire e1 · Roi blanc sur case blanche f1 · Tour blanche sur case noire g1 · Dame blanche sur case blanche h1 | Fou noir sur case blanche a8 · Cavalier noir sur case noire b8 · Tour noire sur case blanche c8 · Fou noir sur case noire d8 · Cavalier noir sur case blanche e8 · Roi noir sur case noire f8 · Tour noire sur case blanche g8 · Dame noire sur case noire h8 · Pion noir sur case noire a7 · Pion noir sur case blanche b7 · Pion noir sur case noire c7 · Pion noir sur case blanche d7 · Pion noir sur case noire e7 · Pion noir sur case blanche f7 · Pion noir sur case noire g7 · Pion noir sur case blanche h7 · Pion blanc sur case blanche a2 · Pion blanc sur case noire b2 · Pion blanc sur case blanche c2 · Pion blanc sur case noire d2 · Pion blanc sur case blanche e2 · Pion blanc sur case noire f2 · Pion blanc sur case blanche g2 · Pion blanc sur case noire h2 · Fou blanc sur case noire a1 · Cavalier blanc sur case blanche b1 · Tour blanche sur case noire c1 · Fou blanc sur case blanche d1 · Cavalier blanc sur case noire e1 · Roi blanc sur case blanche f1 · Tour blanche sur case noire g1 · Dame blanche sur case blanche h1 | Fou noir sur case blanche a8 · Cavalier noir sur case noire b8 · Tour noire sur case blanche c8 · Fou noir sur case noire d8 · Cavalier noir sur case blanche e8 · Roi noir sur case noire f8 · Tour noire sur case blanche g8 · Dame noire sur case noire h8 · Pion noir sur case noire a7 · Pion noir sur case blanche b7 · Pion noir sur case noire c7 · Pion noir sur case blanche d7 · Pion noir sur case noire e7 · Pion noir sur case blanche f7 · Pion noir sur case noire g7 · Pion noir sur case blanche h7 · Pion blanc sur case blanche a2 · Pion blanc sur case noire b2 · Pion blanc sur case blanche c2 · Pion blanc sur case noire d2 · Pion blanc sur case blanche e2 · Pion blanc sur case noire f2 · Pion blanc sur case blanche g2 · Pion blanc sur case noire h2 · Fou blanc sur case noire a1 · Cavalier blanc sur case blanche b1 · Tour blanche sur case noire c1 · Fou blanc sur case blanche d1 · Cavalier blanc sur case noire e1 · Roi blanc sur case blanche f1 · Tour blanche sur case noire g1 · Dame blanche sur case blanche h1 | Fou noir sur case blanche a8 · Cavalier noir sur case noire b8 · Tour noire sur case blanche c8 · Fou noir sur case noire d8 · Cavalier noir sur case blanche e8 · Roi noir sur case noire f8 · Tour noire sur case blanche g8 · Dame noire sur case noire h8 · Pion noir sur case noire a7 · Pion noir sur case blanche b7 · Pion noir sur case noire c7 · Pion noir sur case blanche d7 · Pion noir sur case noire e7 · Pion noir sur case blanche f7 · Pion noir sur case noire g7 · Pion noir sur case blanche h7 · Pion blanc sur case blanche a2 · Pion blanc sur case noire b2 · Pion blanc sur case blanche c2 · Pion blanc sur case noire d2 · Pion blanc sur case blanche e2 · Pion blanc sur case noire f2 · Pion blanc sur case blanche g2 · Pion blanc sur case noire h2 · Fou blanc sur case noire a1 · Cavalier blanc sur case blanche b1 · Tour blanche sur case noire c1 · Fou blanc sur case blanche d1 · Cavalier blanc sur case noire e1 · Roi blanc sur case blanche f1 · Tour blanche sur case noire g1 · Dame blanche sur case blanche h1 | Fou noir sur case blanche a8 · Cavalier noir sur case noire b8 · Tour noire sur case blanche c8 · Fou noir sur case noire d8 · Cavalier noir sur case blanche e8 · Roi noir sur case noire f8 · Tour noire sur case blanche g8 · Dame noire sur case noire h8 · Pion noir sur case noire a7 · Pion noir sur case blanche b7 · Pion noir sur case noire c7 · Pion noir sur case blanche d7 · Pion noir sur case noire e7 · Pion noir sur case blanche f7 · Pion noir sur case noire g7 · Pion noir sur case blanche h7 · Pion blanc sur case blanche a2 · Pion blanc sur case noire b2 · Pion blanc sur case blanche c2 · Pion blanc sur case noire d2 · Pion blanc sur case blanche e2 · Pion blanc sur case noire f2 · Pion blanc sur case blanche g2 · Pion blanc sur case noire h2 · Fou blanc sur case noire a1 · Cavalier blanc sur case blanche b1 · Tour blanche sur case noire c1 · Fou blanc sur case blanche d1 · Cavalier blanc sur case noire e1 · Roi blanc sur case blanche f1 · Tour blanche sur case noire g1 · Dame blanche sur case blanche h1 | Fou noir sur case blanche a8 · Cavalier noir sur case noire b8 · Tour noire sur case blanche c8 · Fou noir sur case noire d8 · Cavalier noir sur case blanche e8 · Roi noir sur case noire f8 · Tour noire sur case blanche g8 · Dame noire sur case noire h8 · Pion noir sur case noire a7 · Pion noir sur case blanche b7 · Pion noir sur case noire c7 · Pion noir sur case blanche d7 · Pion noir sur case noire e7 · Pion noir sur case blanche f7 · Pion noir sur case noire g7 · Pion noir sur case blanche h7 · Pion blanc sur case blanche a2 · Pion blanc sur case noire b2 · Pion blanc sur case blanche c2 · Pion blanc sur case noire d2 · Pion blanc sur case blanche e2 · Pion blanc sur case noire f2 · Pion blanc sur case blanche g2 · Pion blanc sur case noire h2 · Fou blanc sur case noire a1 · Cavalier blanc sur case blanche b1 · Tour blanche sur case noire c1 · Fou blanc sur case blanche d1 · Cavalier blanc sur case noire e1 · Roi blanc sur case blanche f1 · Tour blanche sur case noire g1 · Dame blanche sur case blanche h1 | 3 |
| 2 | Fou noir sur case blanche a8 · Cavalier noir sur case noire b8 · Tour noire sur case blanche c8 · Fou noir sur case noire d8 · Cavalier noir sur case blanche e8 · Roi noir sur case noire f8 · Tour noire sur case blanche g8 · Dame noire sur case noire h8 · Pion noir sur case noire a7 · Pion noir sur case blanche b7 · Pion noir sur case noire c7 · Pion noir sur case blanche d7 · Pion noir sur case noire e7 · Pion noir sur case blanche f7 · Pion noir sur case noire g7 · Pion noir sur case blanche h7 · Pion blanc sur case blanche a2 · Pion blanc sur case noire b2 · Pion blanc sur case blanche c2 · Pion blanc sur case noire d2 · Pion blanc sur case blanche e2 · Pion blanc sur case noire f2 · Pion blanc sur case blanche g2 · Pion blanc sur case noire h2 · Fou blanc sur case noire a1 · Cavalier blanc sur case blanche b1 · Tour blanche sur case noire c1 · Fou blanc sur case blanche d1 · Cavalier blanc sur case noire e1 · Roi blanc sur case blanche f1 · Tour blanche sur case noire g1 · Dame blanche sur case blanche h1 | Fou noir sur case blanche a8 · Cavalier noir sur case noire b8 · Tour noire sur case blanche c8 · Fou noir sur case noire d8 · Cavalier noir sur case blanche e8 · Roi noir sur case noire f8 · Tour noire sur case blanche g8 · Dame noire sur case noire h8 · Pion noir sur case noire a7 · Pion noir sur case blanche b7 · Pion noir sur case noire c7 · Pion noir sur case blanche d7 · Pion noir sur case noire e7 · Pion noir sur case blanche f7 · Pion noir sur case noire g7 · Pion noir sur case blanche h7 · Pion blanc sur case blanche a2 · Pion blanc sur case noire b2 · Pion blanc sur case blanche c2 · Pion blanc sur case noire d2 · Pion blanc sur case blanche e2 · Pion blanc sur case noire f2 · Pion blanc sur case blanche g2 · Pion blanc sur case noire h2 · Fou blanc sur case noire a1 · Cavalier blanc sur case blanche b1 · Tour blanche sur case noire c1 · Fou blanc sur case blanche d1 · Cavalier blanc sur case noire e1 · Roi blanc sur case blanche f1 · Tour blanche sur case noire g1 · Dame blanche sur case blanche h1 | Fou noir sur case blanche a8 · Cavalier noir sur case noire b8 · Tour noire sur case blanche c8 · Fou noir sur case noire d8 · Cavalier noir sur case blanche e8 · Roi noir sur case noire f8 · Tour noire sur case blanche g8 · Dame noire sur case noire h8 · Pion noir sur case noire a7 · Pion noir sur case blanche b7 · Pion noir sur case noire c7 · Pion noir sur case blanche d7 · Pion noir sur case noire e7 · Pion noir sur case blanche f7 · Pion noir sur case noire g7 · Pion noir sur case blanche h7 · Pion blanc sur case blanche a2 · Pion blanc sur case noire b2 · Pion blanc sur case blanche c2 · Pion blanc sur case noire d2 · Pion blanc sur case blanche e2 · Pion blanc sur case noire f2 · Pion blanc sur case blanche g2 · Pion blanc sur case noire h2 · Fou blanc sur case noire a1 · Cavalier blanc sur case blanche b1 · Tour blanche sur case noire c1 · Fou blanc sur case blanche d1 · Cavalier blanc sur case noire e1 · Roi blanc sur case blanche f1 · Tour blanche sur case noire g1 · Dame blanche sur case blanche h1 | Fou noir sur case blanche a8 · Cavalier noir sur case noire b8 · Tour noire sur case blanche c8 · Fou noir sur case noire d8 · Cavalier noir sur case blanche e8 · Roi noir sur case noire f8 · Tour noire sur case blanche g8 · Dame noire sur case noire h8 · Pion noir sur case noire a7 · Pion noir sur case blanche b7 · Pion noir sur case noire c7 · Pion noir sur case blanche d7 · Pion noir sur case noire e7 · Pion noir sur case blanche f7 · Pion noir sur case noire g7 · Pion noir sur case blanche h7 · Pion blanc sur case blanche a2 · Pion blanc sur case noire b2 · Pion blanc sur case blanche c2 · Pion blanc sur case noire d2 · Pion blanc sur case blanche e2 · Pion blanc sur case noire f2 · Pion blanc sur case blanche g2 · Pion blanc sur case noire h2 · Fou blanc sur case noire a1 · Cavalier blanc sur case blanche b1 · Tour blanche sur case noire c1 · Fou blanc sur case blanche d1 · Cavalier blanc sur case noire e1 · Roi blanc sur case blanche f1 · Tour blanche sur case noire g1 · Dame blanche sur case blanche h1 | Fou noir sur case blanche a8 · Cavalier noir sur case noire b8 · Tour noire sur case blanche c8 · Fou noir sur case noire d8 · Cavalier noir sur case blanche e8 · Roi noir sur case noire f8 · Tour noire sur case blanche g8 · Dame noire sur case noire h8 · Pion noir sur case noire a7 · Pion noir sur case blanche b7 · Pion noir sur case noire c7 · Pion noir sur case blanche d7 · Pion noir sur case noire e7 · Pion noir sur case blanche f7 · Pion noir sur case noire g7 · Pion noir sur case blanche h7 · Pion blanc sur case blanche a2 · Pion blanc sur case noire b2 · Pion blanc sur case blanche c2 · Pion blanc sur case noire d2 · Pion blanc sur case blanche e2 · Pion blanc sur case noire f2 · Pion blanc sur case blanche g2 · Pion blanc sur case noire h2 · Fou blanc sur case noire a1 · Cavalier blanc sur case blanche b1 · Tour blanche sur case noire c1 · Fou blanc sur case blanche d1 · Cavalier blanc sur case noire e1 · Roi blanc sur case blanche f1 · Tour blanche sur case noire g1 · Dame blanche sur case blanche h1 | Fou noir sur case blanche a8 · Cavalier noir sur case noire b8 · Tour noire sur case blanche c8 · Fou noir sur case noire d8 · Cavalier noir sur case blanche e8 · Roi noir sur case noire f8 · Tour noire sur case blanche g8 · Dame noire sur case noire h8 · Pion noir sur case noire a7 · Pion noir sur case blanche b7 · Pion noir sur case noire c7 · Pion noir sur case blanche d7 · Pion noir sur case noire e7 · Pion noir sur case blanche f7 · Pion noir sur case noire g7 · Pion noir sur case blanche h7 · Pion blanc sur case blanche a2 · Pion blanc sur case noire b2 · Pion blanc sur case blanche c2 · Pion blanc sur case noire d2 · Pion blanc sur case blanche e2 · Pion blanc sur case noire f2 · Pion blanc sur case blanche g2 · Pion blanc sur case noire h2 · Fou blanc sur case noire a1 · Cavalier blanc sur case blanche b1 · Tour blanche sur case noire c1 · Fou blanc sur case blanche d1 · Cavalier blanc sur case noire e1 · Roi blanc sur case blanche f1 · Tour blanche sur case noire g1 · Dame blanche sur case blanche h1 | Fou noir sur case blanche a8 · Cavalier noir sur case noire b8 · Tour noire sur case blanche c8 · Fou noir sur case noire d8 · Cavalier noir sur case blanche e8 · Roi noir sur case noire f8 · Tour noire sur case blanche g8 · Dame noire sur case noire h8 · Pion noir sur case noire a7 · Pion noir sur case blanche b7 · Pion noir sur case noire c7 · Pion noir sur case blanche d7 · Pion noir sur case noire e7 · Pion noir sur case blanche f7 · Pion noir sur case noire g7 · Pion noir sur case blanche h7 · Pion blanc sur case blanche a2 · Pion blanc sur case noire b2 · Pion blanc sur case blanche c2 · Pion blanc sur case noire d2 · Pion blanc sur case blanche e2 · Pion blanc sur case noire f2 · Pion blanc sur case blanche g2 · Pion blanc sur case noire h2 · Fou blanc sur case noire a1 · Cavalier blanc sur case blanche b1 · Tour blanche sur case noire c1 · Fou blanc sur case blanche d1 · Cavalier blanc sur case noire e1 · Roi blanc sur case blanche f1 · Tour blanche sur case noire g1 · Dame blanche sur case blanche h1 | Fou noir sur case blanche a8 · Cavalier noir sur case noire b8 · Tour noire sur case blanche c8 · Fou noir sur case noire d8 · Cavalier noir sur case blanche e8 · Roi noir sur case noire f8 · Tour noire sur case blanche g8 · Dame noire sur case noire h8 · Pion noir sur case noire a7 · Pion noir sur case blanche b7 · Pion noir sur case noire c7 · Pion noir sur case blanche d7 · Pion noir sur case noire e7 · Pion noir sur case blanche f7 · Pion noir sur case noire g7 · Pion noir sur case blanche h7 · Pion blanc sur case blanche a2 · Pion blanc sur case noire b2 · Pion blanc sur case blanche c2 · Pion blanc sur case noire d2 · Pion blanc sur case blanche e2 · Pion blanc sur case noire f2 · Pion blanc sur case blanche g2 · Pion blanc sur case noire h2 · Fou blanc sur case noire a1 · Cavalier blanc sur case blanche b1 · Tour blanche sur case noire c1 · Fou blanc sur case blanche d1 · Cavalier blanc sur case noire e1 · Roi blanc sur case blanche f1 · Tour blanche sur case noire g1 · Dame blanche sur case blanche h1 | 2 |
| 1 | Fou noir sur case blanche a8 · Cavalier noir sur case noire b8 · Tour noire sur case blanche c8 · Fou noir sur case noire d8 · Cavalier noir sur case blanche e8 · Roi noir sur case noire f8 · Tour noire sur case blanche g8 · Dame noire sur case noire h8 · Pion noir sur case noire a7 · Pion noir sur case blanche b7 · Pion noir sur case noire c7 · Pion noir sur case blanche d7 · Pion noir sur case noire e7 · Pion noir sur case blanche f7 · Pion noir sur case noire g7 · Pion noir sur case blanche h7 · Pion blanc sur case blanche a2 · Pion blanc sur case noire b2 · Pion blanc sur case blanche c2 · Pion blanc sur case noire d2 · Pion blanc sur case blanche e2 · Pion blanc sur case noire f2 · Pion blanc sur case blanche g2 · Pion blanc sur case noire h2 · Fou blanc sur case noire a1 · Cavalier blanc sur case blanche b1 · Tour blanche sur case noire c1 · Fou blanc sur case blanche d1 · Cavalier blanc sur case noire e1 · Roi blanc sur case blanche f1 · Tour blanche sur case noire g1 · Dame blanche sur case blanche h1 | Fou noir sur case blanche a8 · Cavalier noir sur case noire b8 · Tour noire sur case blanche c8 · Fou noir sur case noire d8 · Cavalier noir sur case blanche e8 · Roi noir sur case noire f8 · Tour noire sur case blanche g8 · Dame noire sur case noire h8 · Pion noir sur case noire a7 · Pion noir sur case blanche b7 · Pion noir sur case noire c7 · Pion noir sur case blanche d7 · Pion noir sur case noire e7 · Pion noir sur case blanche f7 · Pion noir sur case noire g7 · Pion noir sur case blanche h7 · Pion blanc sur case blanche a2 · Pion blanc sur case noire b2 · Pion blanc sur case blanche c2 · Pion blanc sur case noire d2 · Pion blanc sur case blanche e2 · Pion blanc sur case noire f2 · Pion blanc sur case blanche g2 · Pion blanc sur case noire h2 · Fou blanc sur case noire a1 · Cavalier blanc sur case blanche b1 · Tour blanche sur case noire c1 · Fou blanc sur case blanche d1 · Cavalier blanc sur case noire e1 · Roi blanc sur case blanche f1 · Tour blanche sur case noire g1 · Dame blanche sur case blanche h1 | Fou noir sur case blanche a8 · Cavalier noir sur case noire b8 · Tour noire sur case blanche c8 · Fou noir sur case noire d8 · Cavalier noir sur case blanche e8 · Roi noir sur case noire f8 · Tour noire sur case blanche g8 · Dame noire sur case noire h8 · Pion noir sur case noire a7 · Pion noir sur case blanche b7 · Pion noir sur case noire c7 · Pion noir sur case blanche d7 · Pion noir sur case noire e7 · Pion noir sur case blanche f7 · Pion noir sur case noire g7 · Pion noir sur case blanche h7 · Pion blanc sur case blanche a2 · Pion blanc sur case noire b2 · Pion blanc sur case blanche c2 · Pion blanc sur case noire d2 · Pion blanc sur case blanche e2 · Pion blanc sur case noire f2 · Pion blanc sur case blanche g2 · Pion blanc sur case noire h2 · Fou blanc sur case noire a1 · Cavalier blanc sur case blanche b1 · Tour blanche sur case noire c1 · Fou blanc sur case blanche d1 · Cavalier blanc sur case noire e1 · Roi blanc sur case blanche f1 · Tour blanche sur case noire g1 · Dame blanche sur case blanche h1 | Fou noir sur case blanche a8 · Cavalier noir sur case noire b8 · Tour noire sur case blanche c8 · Fou noir sur case noire d8 · Cavalier noir sur case blanche e8 · Roi noir sur case noire f8 · Tour noire sur case blanche g8 · Dame noire sur case noire h8 · Pion noir sur case noire a7 · Pion noir sur case blanche b7 · Pion noir sur case noire c7 · Pion noir sur case blanche d7 · Pion noir sur case noire e7 · Pion noir sur case blanche f7 · Pion noir sur case noire g7 · Pion noir sur case blanche h7 · Pion blanc sur case blanche a2 · Pion blanc sur case noire b2 · Pion blanc sur case blanche c2 · Pion blanc sur case noire d2 · Pion blanc sur case blanche e2 · Pion blanc sur case noire f2 · Pion blanc sur case blanche g2 · Pion blanc sur case noire h2 · Fou blanc sur case noire a1 · Cavalier blanc sur case blanche b1 · Tour blanche sur case noire c1 · Fou blanc sur case blanche d1 · Cavalier blanc sur case noire e1 · Roi blanc sur case blanche f1 · Tour blanche sur case noire g1 · Dame blanche sur case blanche h1 | Fou noir sur case blanche a8 · Cavalier noir sur case noire b8 · Tour noire sur case blanche c8 · Fou noir sur case noire d8 · Cavalier noir sur case blanche e8 · Roi noir sur case noire f8 · Tour noire sur case blanche g8 · Dame noire sur case noire h8 · Pion noir sur case noire a7 · Pion noir sur case blanche b7 · Pion noir sur case noire c7 · Pion noir sur case blanche d7 · Pion noir sur case noire e7 · Pion noir sur case blanche f7 · Pion noir sur case noire g7 · Pion noir sur case blanche h7 · Pion blanc sur case blanche a2 · Pion blanc sur case noire b2 · Pion blanc sur case blanche c2 · Pion blanc sur case noire d2 · Pion blanc sur case blanche e2 · Pion blanc sur case noire f2 · Pion blanc sur case blanche g2 · Pion blanc sur case noire h2 · Fou blanc sur case noire a1 · Cavalier blanc sur case blanche b1 · Tour blanche sur case noire c1 · Fou blanc sur case blanche d1 · Cavalier blanc sur case noire e1 · Roi blanc sur case blanche f1 · Tour blanche sur case noire g1 · Dame blanche sur case blanche h1 | Fou noir sur case blanche a8 · Cavalier noir sur case noire b8 · Tour noire sur case blanche c8 · Fou noir sur case noire d8 · Cavalier noir sur case blanche e8 · Roi noir sur case noire f8 · Tour noire sur case blanche g8 · Dame noire sur case noire h8 · Pion noir sur case noire a7 · Pion noir sur case blanche b7 · Pion noir sur case noire c7 · Pion noir sur case blanche d7 · Pion noir sur case noire e7 · Pion noir sur case blanche f7 · Pion noir sur case noire g7 · Pion noir sur case blanche h7 · Pion blanc sur case blanche a2 · Pion blanc sur case noire b2 · Pion blanc sur case blanche c2 · Pion blanc sur case noire d2 · Pion blanc sur case blanche e2 · Pion blanc sur case noire f2 · Pion blanc sur case blanche g2 · Pion blanc sur case noire h2 · Fou blanc sur case noire a1 · Cavalier blanc sur case blanche b1 · Tour blanche sur case noire c1 · Fou blanc sur case blanche d1 · Cavalier blanc sur case noire e1 · Roi blanc sur case blanche f1 · Tour blanche sur case noire g1 · Dame blanche sur case blanche h1 | Fou noir sur case blanche a8 · Cavalier noir sur case noire b8 · Tour noire sur case blanche c8 · Fou noir sur case noire d8 · Cavalier noir sur case blanche e8 · Roi noir sur case noire f8 · Tour noire sur case blanche g8 · Dame noire sur case noire h8 · Pion noir sur case noire a7 · Pion noir sur case blanche b7 · Pion noir sur case noire c7 · Pion noir sur case blanche d7 · Pion noir sur case noire e7 · Pion noir sur case blanche f7 · Pion noir sur case noire g7 · Pion noir sur case blanche h7 · Pion blanc sur case blanche a2 · Pion blanc sur case noire b2 · Pion blanc sur case blanche c2 · Pion blanc sur case noire d2 · Pion blanc sur case blanche e2 · Pion blanc sur case noire f2 · Pion blanc sur case blanche g2 · Pion blanc sur case noire h2 · Fou blanc sur case noire a1 · Cavalier blanc sur case blanche b1 · Tour blanche sur case noire c1 · Fou blanc sur case blanche d1 · Cavalier blanc sur case noire e1 · Roi blanc sur case blanche f1 · Tour blanche sur case noire g1 · Dame blanche sur case blanche h1 | Fou noir sur case blanche a8 · Cavalier noir sur case noire b8 · Tour noire sur case blanche c8 · Fou noir sur case noire d8 · Cavalier noir sur case blanche e8 · Roi noir sur case noire f8 · Tour noire sur case blanche g8 · Dame noire sur case noire h8 · Pion noir sur case noire a7 · Pion noir sur case blanche b7 · Pion noir sur case noire c7 · Pion noir sur case blanche d7 · Pion noir sur case noire e7 · Pion noir sur case blanche f7 · Pion noir sur case noire g7 · Pion noir sur case blanche h7 · Pion blanc sur case blanche a2 · Pion blanc sur case noire b2 · Pion blanc sur case blanche c2 · Pion blanc sur case noire d2 · Pion blanc sur case blanche e2 · Pion blanc sur case noire f2 · Pion blanc sur case blanche g2 · Pion blanc sur case noire h2 · Fou blanc sur case noire a1 · Cavalier blanc sur case blanche b1 · Tour blanche sur case noire c1 · Fou blanc sur case blanche d1 · Cavalier blanc sur case noire e1 · Roi blanc sur case blanche f1 · Tour blanche sur case noire g1 · Dame blanche sur case blanche h1 | 1 |
|   | a | b | c | d | e | f | g | h |   |

Les échecs aléatoires Fischer ou échecs 960 (en anglais, Fischer Random Chess, Chess 960  ou Freestyle Chess) sont une variante du jeu d'échecs dans laquelle l'emplacement initial des pièces de la première et de la dernière rangée est tiré au sort, et est en vis-à-vis identique pour les deux camps. Ils sont nommés d'après le joueur d'échecs américain Bobby Fischer qui les a popularisés. Le nom échecs 960 renvoie lui au nombre de positions initiales possibles.
Selon Fischer, le fait de tirer au hasard la position initiale des pièces offre l'avantage d'empêcher les parties pré-arrangées et favorise la créativité échiquéenne et le talent plutôt que la mémorisation et l'analyse de multiples variantes d'ouvertures.

## Histoire
Cette variante des échecs, même si elle porte le nom de Fischer, n'est pas une invention récente. On en parle sous le nom de « système Brunner » dans la revue Les Cahiers de l'échiquier français en 1928. De plus le cousin birman des échecs, le sit-tu-yin vieux de plusieurs siècles, a lui aussi une position de départ qui peut varier d'une partie à l'autre.
À titre d'exemple, cette revue donne une partie jouée en consultation et utilisant le système Brunner : Gygli et Voellmy ayant les Blancs, Henneberger et Ott les Noirs.
Par ailleurs, il existe une version encore plus ancienne, « La partie aux pièces déplacées », citée dans la revue La Régence de 1851.

## La disposition des pièces
Les règles du jeu sont exactement les mêmes qu'aux échecs orthodoxes, sauf que l'emplacement initial des pièces de la première et de la dernière rangée est tiré au sort.
- Le roi doit se trouver quelque part entre les deux tours afin que le petit et le grand roque soient tous deux possibles dans toutes les positions (la position du roi et de la tour après le roque/grand-roque est la même qu'avec une position normale).
- Les fous doivent obligatoirement être placés sur des cases de couleurs opposées ;
- Les pièces noires (huitième rangée) sont disposées symétriquement face aux blanches (première rangée), exactement dans le même ordre. Exemple : si du côté blanc, il y a une dame en g1, et un cavalier en c1, du côté noir, la dame se trouvera en g8 et le cavalier en c8.
- Les pions sont disposés de façon habituelle, huit pions blancs sur la deuxième rangée et huit pions noirs sur la septième rangée.

## Le tirage au sort
Il existe plusieurs méthodes qui permettent de déterminer les 960 positions possibles et qui les traitent toutes avec la même probabilité.
Par exemple :
Quatorze cartes (Cavalier, Cavalier, Fou, Fou, Dame, Tour, Tour blancs et noirs) appelées a, b, c, d, e, f, g, h, à l'exception d'une de ces 8 lettres tirée au sort.
Mélanger le tout et placer les cartes, dans l'ordre aléatoire où elles apparaissent, sur trois lignes différentes :
1) La première ligne contient les cartes des cases noires (a, c, e, g) ;
2) La seconde ligne contient les cartes des cases blanches (b, d, f, h) ;
3) Enfin la troisième et dernière ligne contient les cartes restantes Cavalier, Cavalier, Dame, Tour, Tour.
Pour placer ensuite les pièces sur l'échiquier, procéder de cette manière :
- Placer le premier Fou (de cases noires) sur la rangée correspondant à la première carte de la première ligne.
- Placer ensuite le second Fou (de cases blanches) sur la rangée correspondant à la première carte de la seconde ligne.
- Enfin les 5 cartes de la dernière ligne déterminent l'ordre dans lequel placer les 5 pièces restantes excepté le roi, qui occupe la dernière case libre, située entre les deux Tours.

Ce type de méthode est devenu obsolète avec l'omniprésence des ordinateurs.

## Le roque
Le roque est l'un des problèmes des échecs aléatoires Fischer qui a fait couler beaucoup d'encre et provoqué de nombreuses confusions.
La position finale du roque est exactement la même que dans les échecs orthodoxes, peu importe la position initiale.
- Après le roque du côté a, qui se note « 0-0-0 », le roi est en c et la tour en d  (position finale du roque dit "grand" aux échecs orthodoxes).

- Après le roque du côté h, qui se note « 0-0 », le roi se retrouve en g et la tour en f (position finale du roque dit "petit" aux échecs orthodoxes).

Les cases qui se retrouvent entre l'emplacement initial de la tour et sa case finale de même que celles qui se trouvent entre la case initiale du roi et celle de son arrivée doivent être vacantes (sauf si elles sont occupées par la pièce participant au roque) et doivent répondre aux mêmes exigences qu'aux échecs orthodoxes. Dans certaines positions, une des deux pièces ne bouge pas.
Malheureusement, dans certaines publications, les règles du roque ne sont pas assez claires, ce qui laisse croire que dans quelques cas spécifiques, le roi pourrait « passer par-dessus » d'autres pièces que celles qui participent au roque (la tour « roquante » et le roi). Une possibilité totalement rejetée par les règles en usage chez les grands joueurs actifs comme Péter Lékó, Peter Svidler, Michael Adams, Eric van Reem, Schmitt et Scharnagl.

### La façon correcte de roquer
La façon la moins ambiguë de roquer est de déplacer d'abord le roi hors de l'échiquier, à proximité de l'endroit où il termine son déplacement et ensuite, de déplacer la tour sur sa case finale, puis de compléter le coup en plaçant le roi sur sa case finale. Cette façon a le mérite de s'adapter à toutes les situations de jeu, même lors de l'utilisation d'un échiquier électronique, car le programme ne peut interpréter le coup autrement.

## Identification des positions initiales
Les échecs aléatoire Fischer permettent 960 positions initiales différentes des pièces. R. Scharnagl recommande l'identification de chacune des 960 positions initiales par un numéro de 0 à 959. On obtient le numéro d'identification d'une position donnée en utilisant le code KRN (chiffres de 0 à 9 représentant l'ordre dans lequel se retrouvent les tours, les cavaliers et le roi, sur les cases vacantes, une fois les fous et la dame placés) et l'équation suivante :
|        | Numéro d'identification                           |
| ------ | ------------------------------------------------- |
| 1 x    | case du fou blanc (b="0" d="1" f="2" h="3")       |
| + 4 x  | case du fou noir (a="0" c="1" e="2" g="3")        |
| + 16 x | case de la dame (de gauche à droite: 0,1,2,3,4,5) |
| + 96 x | code KRN                                          |

| code KRN | ordre des pièces restantes      |
| -------- | ------------------------------- |
| 0        | Cavalier-Cavalier-Tour-Roi-Tour |
| 1        | Cavalier-Tour-Cavalier-Roi-Tour |
| 2        | Cavalier-Tour-Roi-Cavalier-Tour |
| 3        | Cavalier-Tour-Roi-Tour-Cavalier |
| 4        | Tour-Cavalier-Cavalier-Roi-Tour |
| 5        | Tour-Cavalier-Roi-Cavalier-Tour |
| 6        | Tour-Cavalier-Roi-Tour-Cavalier |
| 7        | Tour-Roi-Cavalier-Cavalier-Tour |
| 8        | Tour-Roi-Cavalier-Tour-Cavalier |
| 9        | Tour-Roi-Tour-Cavalier-Cavalier |

Voici maintenant la méthode pour trouver l'emplacement initial des pièces d'après le numéro d'identification :
- Divisez le nombre par 4 et vous obtenez un nombre « X ». Ce nombre se termine soit par .00 (désignant la première case à gauche), .25 (1/4) (désignant la deuxième), .50 (2/4) (la troisième) ou par .75 (3/4) (la quatrième). Placez le fou blanc sur la case appropriée. [ .00 = b .25 = d .50 = f .75 = h]
- Divisez la partie entière de « X » par 4 et vous obtenez un nombre « Y ». Fonctionnez de la même façon qu'à l'étape précédente pour déterminer la case du fou noir.
- Divisez la partie entière de « Y » par 6 et vous obtenez le nombre « Z ». Il peut se terminer de 6 façons différentes: .00 - .16 - .33 - .50 - .66 - .83. Placez la dame sur sa case en suivant toujours la même technique. La partie entière de « Z » correspond au code KRN. Placez alors les tours, les cavaliers et le roi en conséquence.

La disposition orthodoxe des pièces correspond au numéro d'identification 518.

## Compétitions

### Jeux d'Asie du Sud-Est 2013
Parmi les épreuves d'échecs (en) des jeux d'Asie du Sud-Est de 2013 a été disputée une épreuve d'échecs 960 en cadence rapide. Elle a été remportée par Susanto Megaranto devant John Paul Gomez et Nguyen Ngoc Truong Son. C'est la seule édition où les échecs 960 étaient présents.[réf. nécessaire]

## Autres appellations
Les échecs aléatoires Fischer sont parfois appelés :
- Fischer Random Chess ;
- Chess960[1] ;
- FullChess ;
- F.R. Chess ;
- Modified Randomized Chess ;
- Chess 9LX.